# Piotr Borkowski (informatyk)
Piotr Borkowski – polski informatyk, specjalizujący się w zastosowaniu matematyki obliczeniowej, w tym metod sztucznej inteligencji, w wybranych problemach nawigacji morskiej.

## Życiorys
W 2006 roku na Politechnice Szczecińskiej uzyskał stopień doktora nauk technicznych w dyscyplinie informatyka, a następnie w 2018 roku w Wojskowej Akademii Technicznej stopień doktora habilitowanego w tej samej dziedzinie i dyscyplinie. Zawodowo związany z Politechniką Morską w Szczecinie (dawniej Akademią Morską w Szczecinie), gdzie na Wydziale Nawigacyjnym był głównym inicjatorem i organizatorem kierunku studiów Informatyka. Jest pomysłodawcą oraz organizatorem ogólnopolskiego konkursu informatycznego Interaktywny produkt IT. Swoimi działaniami rozwinął ofertę edukacyjną dla studentów z wadą słuchu chcących podnieść swoje informatyczne kompetencje zawodowe. Jest współtwórcą nawigacyjnego systemu wspomagania decyzji NAVDEC oraz współkoordynatorem procesu jego komercjalizacji.
Za swoją działalność otrzymał liczne wyróżnienia i odznaczenia, w tym m.in.: Medal Komisji Edukacji Narodowej, Srebrną Odznakę Honorową Gryfa Zachodniopomorskiego.